# Ipodoryctes laetus
Ipodoryctes laetus är en stekelart som först beskrevs av Sergey A. Belokobylskij 1990.  Ipodoryctes laetus ingår i släktet Ipodoryctes och familjen bracksteklar. Inga underarter finns listade i Catalogue of Life.